# Правовой плюрализм
Правово́й плюрали́зм (также: полиюриди́зм, юриди́ческий плюрали́зм) — это такое состояние правовой системы общества, когда на одной территории, не разделенной политически, сосуществует два или более правовых порядка, или, согласно определению Дж. Гриффитса, «такое положение вещей в социальном поле, при котором поведение соответствует более чем одному правопорядку». Таким образом, в ситуации правового плюрализма параллельно существуют различные системы права, применяемые в идентичных ситуациях. Полиюридизм обычно возникает при сосуществовании правовых систем, создаваемых и применяемых разными социальными акторами — например, государственного права с общинным или церковным.
Юридический плюрализм имеет два проявления: нормативное — сосуществование двух или более систем правовых норм (правовой плюрализм в узком смысле) и институциональное — функционирование наряду с государственными иных судебных институтов (судебный плюрализм).

## История
В ситуации правового плюрализма человечество жило на протяжении большей части своей истории. Государства доиндустриальной эпохи не могли, да и не стремились контролировать все сферы общественных отношений, охватываемые правовым регулированием. Значительную роль в осуществлении регулятивной и охранительной функций играли другие общественные институты, прежде всего, территориальные общины и корпорации — сословные, религиозные, профессиональные и т. д. Они самостоятельно устанавливали и поддерживали нормативный порядок на определённой территории. В результате наряду с правом государства, в каждой стране действовали и иные системы права, которым подчинялись определённые сегменты социума — отдельные территориальные или этнические общности, сословные или религиозные группы и т. д. Общеизвестными примерами полиюридизма являются параллельное действие jus civile и jus gentium в древнем Риме и различных «Правд» во Франкском королевстве при Меровингах и первых Каролингах.

## Современность
В настоящее время правовой плюрализм широко распространен в развивающихся странах. 
Проявлениями полиюридизма в странах «первого мира» являются правовая автономия индейских племен в США и Канаде, а также существование шариатских судов в ряде государств.

## Оценки
Существуют две противоположные точки зрения на это явление. Первая трактует правовой плюрализм как исключительно негативное явление, ведь при наличии в обществе двух и более действующих юридических систем максимально усложняется любой процесс — каждая юридическая система порождает свою институциональную систему, которые производят такие юридические нормы, которые могут быть подвергнуты сомнению, если исходить из других правовых систем. Но при этом все юридические нормы являются действующими, и, как следствие, обязательными. Американский экономист Дуглас Норт назвал это «состоянием институциональной неопределенности», отметив его негативное влияние прежде всего на экономические процессы и экономическое развитие государства. Типичным примером ситуации правового плюрализма является российский Северный Кавказ, где одновременно действуют юридические обычаи коренных народов (так называемые «адаты»), юридический кодекс ислама (шариат) и российское право. Поскольку данные правовые системы нередко вступают в противоречие друг с другом, их сосуществование ведет к ухудшению социально-экономического положения этой части страны и вынуждает российское правительство вкладывать дополнительные средства с целью упорядочить хозяйственную жизнь в данном регионе.
Однако некоторые исследователи убеждены, что правовой плюрализм — положительное явление, ведь он способствует смягчению противоречий и снижению напряжения в обществе, особенно после глубоких реформ, когда старые нормы сменяются новыми не резко, в течение некоторого промежутка времени, на период которого действуют как старые, так и новые нормы, что позволяет людям спокойно адаптироваться к изменившимся правовым реалиям.